# Tamara Csipes
Dans le nom hongrois Csipes Tamara, le nom de famille précède le prénom, mais cet article utilise l’ordre habituel en français Tamara Csipes, où le prénom précède le nom.
Tamara Csipes, née le 24 août 1989 à Budapest, est une kayakiste hongroise.
Aux Jeux olympiques d'été de 2016 à Rio de Janeiro, elle est sacrée championne olympique de kayak à quatre en ligne 500 m avec Krisztina Fazekas, Danuta Kozák et Gabriella Szabó, le même équipage qui avait été sacré quatre ans plus tôt en remplacement de Katalin Kovács.